# مايلز (ملك)
ماتشانيداس (باليونانية: Μύλης) حسب الميثولوجيا اليونانية فهو ملك لاكونيا وابن الملك ليليكس من الملكة كليوشارية وأخ بوليكون وأب يوروتاس الذي سيخلفه.

## وصلات خارجية
- بوسانياس، وصف اليونان (باللغة الإنجليزية)